# The Oxford Companion to Chess
The Oxford Companion to Chess és un llibre de referència d'escacs escrit per David Hooper i Kenneth Whyld, amb un format de diccionari enciclopèdic.
La segona edició (1992) té més de 2500 entrades, i inclou les regles dels escacs, un glossari de termes d'escacs, estratègia, i tàctica, més de 500 biografies breus de jugadors famosos, i referències a més de 700 obertures i variants d'obertura.
A més, inclou notes sobre modalitats d'escacs en altres països, (com el Shogi), variacions del joc (com els escacs tridimensionals), i d'altres escacs de fantasia.

## Edicions
- La primera edició és del 1984, per Oxford University Press
- Reeditat com a llibre de butxaca (amb correccions) el 1987 per Oxford University Press
- La segona edició és del 1992, per Oxford University Press, ISBN 0-19-866164-9